# Sweetness
«Sweetness» es un sencillo del álbum Bleed American de la banda de rock alternativo Jimmy Eat World. Distribuido en 2001 por DreamWorks y producido por Mark Trombino. También, Paramore, hizo la versión de esta canción.

## Listado de canciones
Reino Unido CD1
1. «Sweetness» (3:40)
2. «Blister» (live) (5:52)
3. «Your New Aesthetic» (en directo) (2:46)

Reino Unido CD2
1. «Sweetness»
2. «A Praise Chorus» (en directo) (4:05)
3. «Lucky Denver Mint» (en directo) (3:11)
4. «Sweetness» (video)

Edición Australasia (2002)
1. «Sweetness» (3:41)
2. «If You Don't, Don't» (en directo en La Scala 10 Nov 01) (4:29)
3. «Lucky Denver Mint» (en directo en La Scala 10 Nov 01) (3:12)
4. «Sweetness» (*.mov vídeo) (3:59)
5. «Goodbye Sky Harbor» (*.mov vídeo) (en directo en La Scala 10 Nov 01) (3:29)

## Posicionamiento
| Lista                             | Máxima posición |
| --------------------------------- | --------------- |
| U.S. Billboard Hot 100            | 75              |
| U.S. Billboard Modern Rock Tracks | 2               |
| UK Singles Chart                  | 38              |